# Jakub Jeřábek
Jakub Jeřábek (Plzeň, 12 maggio 1991) è un hockeista su ghiaccio ceco.

## Carriera
Ha iniziato la sua carriera nell'HC Plzeň nel 2007/08. Nel 2008/09 ha militato nel Berounští Medvědi, prima di tornare al Plzeň, dove è rimasto fino al 2011.
Nella stagione 2010/11 ha giocato per un periodo nello Slovan Ústečtí Lvi e in quella seguente nel Piráti Chomutov e nello Sportovní Klub Kadaň. Dal 2012 al 2016 ha vestito nuovamente la casacca del Plzeň, prima di approdare in KHL con l'HC Vityaz nella stagione 2017/18. 
Dopo un periodo al Laval Rocket in AHL, è approdato in NHL nella stagione 2017/18 con i Montreal Canadiens e poi con i Washington Capitals.
In ambito internazionale, con la rappresentativa ceca, ha preso parte a due edizioni dei campionati mondiali (2016 e 2017).